# Кодар (блюдо)
Кодар (ингуш. КIодар) — блюдо ингушской кухни, ингушское национальное блюдо.

## История
Блюдо является традиционным для ингушей с глубокой древности. Популярность имело круглогодично.

## Приготовление
Для приготовления необходимо нагреть до высокой температуры топленное масло. В большой пиале целый зернистый творог нужно раскрошить и добавить к нему желтки яиц, отделенные от белков. После чего тщательно перемешать состав до появления однородного состава и цвета. Затем добавляют в пиалу раскаленное топленное масло. Заправляют солью по вкусу. Подают с отварным картофелем и ингушским кукурузным хлебом — сыскалом, либо ингушским пшеничным чуреком — ольг . К блюду подают ингушский травяной чай из чабреца и мяты

## Разновидности
В ингушской кухне есть несколько разных видов кодара из разных регионов:
- Назрановский (равнинный)- отличается зернистостью .
- Джейрахский (горный) — отличается тягучестью, поскольку после добавления масла в творожную массу ещё некоторое время томится на огне.